# Mickaël Piétrus
Mickaël Piétrus (ur. 7 lutego 1982 w Les Abymes na Gwadelupie) – francuski koszykarz grający na pozycji obrońcy lub skrzydłowego. Obecnie występuje w zawodowej lidze koszykówki NBA w drużynie Boston Celtics.
Piétrus urodził się w Les Abymes na Gwadelupie, stanowiącej francuski departament zamorski. W wieku piętnastu lat opuścił Gwadelupę i wyjechał do Francji, gdzie dołączył do sekcji juniorów koszykarskiego zespołu Pau Orthez. W Orthez występował przez sześć lat, z czego cztery ostatnie w drużynie seniorskiej. W Pro A zadebiutował w wieku 17 lat. W latach 2001 i 2003 zdobył mistrzostwo Francji, grał również w Eurolidze. W zespole Pau Orthez wystąpił w sumie w 130 meczach, notując średnio 8,6 punktu na mecz (50,2% skuteczności z gry, 36,2% za trzy punkty, 68,2% z rzutów wolnych), 3 zbiórki i 1,7 asysty. W latach 2001, 2002 i 2003 występował w meczach gwiazd francuskiej ekstraklasy. Wraz z reprezentacją Francji zdobył brązowy medal Mistrzostw Europy w Serbii i Czarnogórze w 2005 roku, występował też na Mistrzostwach Świata w Japonii w 2006 roku.
W 2003 przystąpił do draftu i został wybrany w pierwszej rundzie z numerem jedenastym przez Golden State Warriors. Po sezonie 2006/2007 Piétrus miał status zastrzeżonego wolnego agenta i Warriors podpisali z nim kolejny kontrakt pierwszego października 2007. W sezonie 2007/2008 – ostatnim w Golden State – w meczu przeciwko Phoenix Suns Piétrus zdobył 28 punktów, co jest jego rekordem w NBA. W sezonie 2008/2009 przeszedł do Orlando Magic, gdzie w swoim pierwszym sezonie doszedł do finałów NBA, w finale Konferencji Wschodniej pokonując wraz z Magic zespół Cleveland Cavaliers. Piétrus był chwalony przez ekspertów za grę w obronie przeciwko skrzydłowemu Cavaliers LeBronowi Jamesowi – czołowemu zawodnikowi ligi. W Magic występował do grudnia 2010 roku, kiedy wraz z Marcinem Gortatem i Vince'em Carterem przeszedł do Phoenix Suns w zamian za Hidayeta Türkoğlu i Jasona Richardsona.
Piétrus jest zawodnikiem często trapionym przez kontuzje – w debiutanckim sezonie w NBA z powodu urazu lewej kostki opuścił dziesięć spotkań, w sezonie 2004/2005 – 14 spotkań, 2005/2006 – 30, 2006/2007 – 6 meczów. W sezonie 2008/2009 również był kontuzjowany i wystąpił w 54 z 82 meczów sezonu zasadniczego NBA.